# Uście (obwód iwanofrankiwski)
Uście (ukr. Устя), Uście nad Prutem – wieś na Ukrainie w rejonie śniatyńskim obwodu iwanofrankiwskiego.